# Crossroads: 2010
Crossroads: 2010 è un album in studio da solista del rapper statunitense Bizzy Bone, pubblicato nel 2010.

## Tracce
1. The Soul – 3:27
2. Bottled Up Like Smoke (featuring Jonny Craig) – 4:26
3. Nintendo – 2:51
4. Cowboy (featuring Devin Oliver) – 4:23
5. Army on the Way – 3:43
6. Stonehenge – 3:09
7. Automatic Rewind (featuring Danny Worsnop) – 4:14
8. Gangsta Music – 3:49
9. American Soldier – 3:22
10. So Cool – 4:24
11. My Session – 3:58
12. How I Feel – 3:04
13. Last Call: Fallen – 3:54